# Campeonato Sérvio de Futebol de 2015-16
O Campeonato Sérvio de Futebol de 2015-16, por razões de patrocínio: Meridian SuperLig, foi a 10ª edição da maior competição de clubes da Sérvia.
 O campeão foi o Estrela Vermelha de Belgrado, com boa vantagem para o vice-líder da competição, Partizan.

## Temporada Regular

### Classificação
|    |                       | PG | J  | V  | E  | D  | SG  | GP | GC |
| -- | --------------------- | -- | -- | -- | -- | -- | --- | -- | -- |
| 1  | Estrela Vermelha      | 82 | 30 | 26 | 4  | 0  | +63 | 82 | 19 |
| 2  | Partizan              | 54 | 30 | 16 | 6  | 8  | +22 | 59 | 37 |
| 3  | Cukaricki             | 53 | 30 | 15 | 8  | 7  | +15 | 37 | 22 |
| 4  | Borac Čačak           | 46 | 30 | 12 | 10 | 8  | +8  | 37 | 29 |
| 5  | Vojvodina             | 46 | 30 | 12 | 10 | 8  | +6  | 44 | 38 |
| 6  | Radnički Niš          | 45 | 30 | 12 | 9  | 9  | +3  | 26 | 23 |
| 7  | Vozdovac              | 40 | 30 | 10 | 10 | 10 | +1  | 30 | 29 |
| 8  | Radnik Surdlica       | 38 | 30 | 9  | 11 | 10 | -12 | 34 | 46 |
| 9  | Javor                 | 35 | 30 | 8  | 11 | 11 | -3  | 21 | 24 |
| 10 | Metalac               | 35 | 30 | 8  | 11 | 11 | -6  | 29 | 35 |
| 11 | Mladost Lučani        | 33 | 30 | 7  | 12 | 11 | -13 | 25 | 38 |
| 12 | Novi Pazar            | 31 | 30 | 7  | 10 | 13 | -18 | 21 | 39 |
| 13 | OFK Beograd           | 28 | 30 | 8  | 4  | 18 | -17 | 27 | 44 |
| 14 | Rad                   | 26 | 30 | 5  | 11 | 14 | -11 | 30 | 41 |
| 15 | Spartak Zlatibor Voda | 26 | 30 | 6  | 8  | 16 | -17 | 20 | 37 |
| 16 | Jagodina              | 26 | 30 | 5  | 11 | 14 | -21 | 22 | 43 |

## Super Liga
Nessa fase os oito primeiros colocados vão ao Championship Group onde serão decididos o campeão e os classificados às competições internacionais. Já os oito piores irão ao Relegation Group para se saber os rebaixados. Nessa fase as pontuações de todos os times são divididas ao meio em relação a Temporada Regular.

### Championship Group
|   |                  | PG | J  | V  | E  | D  | SG  | GP | GC | Classificado para                                                             |
| - | ---------------- | -- | -- | -- | -- | -- | --- | -- | -- | ----------------------------------------------------------------------------- |
| 1 | Estrela Vermelha | 54 | 37 | 30 | 5  | 2  | +70 | 97 | 27 | Classificado para 2ª pré-eliminatória da Liga dos Campeões da UEFA de 2016-17 |
| 2 | Partizan         | 40 | 37 | 20 | 7  | 10 | +28 | 72 | 44 | Classificado para 2ª pré-eliminatória da Liga Europa da UEFA de 2016-17       |
| 3 | Čukarički        | 39 | 37 | 19 | 8  | 10 | +13 | 48 | 35 | Classificado para 1ª pré-eliminatória da Liga Europa da UEFA de 2016-17       |
| 4 | Vojvodina        | 36 | 37 | 16 | 11 | 10 | +13 | 57 | 44 | Classificado para 1ª pré-eliminatória da Liga Europa da UEFA de 2016-17       |
| 5 | Radnički Niš     | 35 | 37 | 16 | 9  | 12 | +5  | 40 | 35 |                                                                               |
| 6 | Borac Čačak      | 30 | 37 | 14 | 11 | 12 | +3  | 46 | 43 |                                                                               |
| 7 | Voždovac         | 25 | 37 | 11 | 12 | 14 | -2  | 34 | 36 |                                                                               |
| 8 | Radnik Surdulica | 25 | 37 | 11 | 11 | 15 | -24 | 41 | 65 |                                                                               |

### Relegation Group
|    |                       | PG | J  | V  | E  | D  | SG  | GP | GC | Classificado para                              |
| -- | --------------------- | -- | -- | -- | -- | -- | --- | -- | -- | ---------------------------------------------- |
| 9  | Mladost Lučani        | 31 | 37 | 11 | 14 | 12 | -10 | 34 | 44 |                                                |
| 10 | Spartak Zlatibor Voda | 29 | 37 | 11 | 11 | 15 | -5  | 37 | 42 |                                                |
| 11 | Metalac               | 28 | 37 | 10 | 15 | 12 | -7  | 41 | 48 |                                                |
| 12 | Rad                   | 27 | 37 | 9  | 13 | 15 | -7  | 40 | 47 |                                                |
| 13 | Javor                 | 26 | 37 | 10 | 13 | 14 | -4  | 25 | 29 |                                                |
| 14 | Novi Pazar            | 25 | 37 | 10 | 10 | 17 | -21 | 29 | 50 |                                                |
| 15 | OFK Beograd           | 18 | 37 | 9  | 5  | 23 | -20 | 38 | 58 | Rebaixado para Serbian First League de 2016-17 |
| 16 | Jagodina              | 15 | 37 | 5  | 13 | 19 | -32 | 29 | 61 | Rebaixado para Serbian First League de 2016-17 |

## Artilharia

### Temporada Regular
| Pos | País     | Jogador                          | Gols | Clube            |
| --- | -------- | -------------------------------- | ---- | ---------------- |
| 1   | Portugal | Hugo Vieira                      | 20   | Estrela Vermelha |
| 2   | Bulgária | Valeri Bojinov                   | 15   | Partizan         |
| 3   | Sérvia   | Alexander Katai Aleksandar Katai | 14   | Estrela Vermelha |
| 4   | Sérvia   | Alexander Katai Aleksandar Katai | 12   | Borac Čačak      |
| 4   | Sérvia   | Srdjan Vujaklija                 | 12   | Borac Čačak      |
| 5   | Sérvia   | Andrija Pavlović                 | 11   | Čukarički        |

### Championschip Group
| Pos | País   | Jogador            | Gols | Clube            |
| --- | ------ | ------------------ | ---- | ---------------- |
| 1   | Sérvia | Sasa Marjanović    | 8    | Radnički Niš     |
| 2   | Sérvia | Alexander Katai    | 7    | Estrela Vermelha |
| 2   | Sérvia | Andrija Pavlović   | 7    | Čukarički        |
| 4   | Sérvia | Nemanja Mihajlović | 4    | Partizan         |
| 4   | Sérvia | Nikola Trujić      | 4    | Vojvodina        |

### Relegation Group
| Pos | País | Jogador | Gols | Clube |
| --- | ---- | ------- | ---- | ----- |
|     |      |         |      |       |
|     |      |         |      |       |
|     |      |         |      |       |
|     |      |         |      |       |
|     |      |         |      |       |